# Cantone di Lomme
Il Cantone di Lomme era una divisione amministrativa dell'arrondissement di Lilla.
È stato soppresso a seguito della riforma complessiva dei cantoni del 2014, che è entrata in vigore con le elezioni dipartimentali del 2015.
Comprendeva i comuni di:
- Beaucamps-Ligny
- Englos
- Ennetières-en-Weppes
- Erquinghem-le-Sec
- Escobecques
- Hallennes-lez-Haubourdin
- Lomme, dal 2000 Comune Associato a Lilla
- Le Maisnil
- Radinghem-en-Weppes
- Sequedin